# THE ABSOLUTE ZERO CUP 2021
THE ABSOLUTE ZERO CUP 2021（ザ・アブソリュート・ゼロ・カップ2021、略称：AZC）は、2021年に開催された「パズドラ」のe-スポーツ大会。

## 概要
大会は複数のメイントーナメントとサイドトーナメントで構成されている。例年現地でのオフライン開催となっていたが、新型コロナウイルスの影響により実況&解説陣、その他関係者のみ会場で大会を進行し、代表選手らは自国でのオンライン開催となった。
ダブルイリミネーション制を採用しているため、1度負けてもルーザーズブラケットで勝ち続ければ優勝することは可能である。
賞金総額は75,000ドル（日本円で約1020万円）で、優勝賞金は30,000ドル（日本円で約408万円）。
この大会以前のパズドラランキングダンジョン及びパズバトランキングバトルの成績で各地域の代表選手が決定する。日本からは代表選手5名（あっきー、スー☆、Green Forest、pdTavi、こまむ）が出場している。

## 大会結果
| 西暦 | 種目              | 優勝     | 準優勝 | 3位         | 4位   | 5位     | 6位    | 7位    | 8位    |
| ---- | ----------------- | -------- | ------ | ----------- | ----- | ------- | ------ | ------ | ------ |
| 2021 | パズル&ドラゴンズ | あっきー | スー☆  | GreenForest | Hugha | noobbox | barfoy | pdTavi | gorden |